# Uktenadactylus
Uktenadactylus — рід птерозаврів родини Anhangueridae відомий із ранньої крейди (барем-альб) США й Острова Вайт, Велика Британія.

## Історія вивчення
Coloborhynchus було вперше названо Оуеном (1874) на основі кількох фрагментів верхніх щелеп, що їх було віднесено до видів C. clavirostris (пізніше визнаного типовим), C. sedgwickii й C. cuvieri (обидва спершу описані як види птеродактиля й потім перенесені до складу Ornithocheirus). Найхарактерніша ознака колоборинха — вигин піднебіння на кінчику роструму, що призводить до майже горизонтального положення зубів першої пари. Hooley (1914) вважав цю незвичайну морфологію продуктом пошкодження зразка в інших відношеннях ідентичного Criorhynchus simus, що було підтримано багатьма авторами й лишалося загальноприйнятою думкою впродовж значної частини 20 століття.
1994 року Лі описав як Coloborhynchus wadleighi зразок з альбських покладів Техасу характеризований тією самою особливістю, що робило її тафономічне пояснення сумнівним і дозволяло знову поновити Coloborhynchus валідним родом, діагностованого за такими ознаками: сплощена передня сторона передщелепної трикутна; пара спрямованих вперед зубів відходять від неї на значній висоті над рештою зубів; заглиблення на передній стороні передщелепної; медіальний гребінь починається майже з кінчика рострума. C. wadleighi розглядався як відмінний за такими характеристиками: рострум зі сплощеним переднім кінцем із якого стирчать антеровентрально спрямовані зуби; овальне заглиблення розташовано над передніми зубами; між зубами другої пари наявний пневматичний отвір; зуби другої й третьої пар спрямовано вертикально; медіальний гребінь має впалу передню сторону, починається на кінчику щелепи й підіймається ззаду.
Кельнер і Родрігес (2008) виділили для C. wadleighi окремий вид, Uktenadactylus, чиїми відмінностями від колоборинха вони вважали дві риси згадані Лі (1994) в оригінальному діагнозі виду: овальне заглиблення над альвеолами першої пари та вентральне заглиблення між альвеолами другої пари.

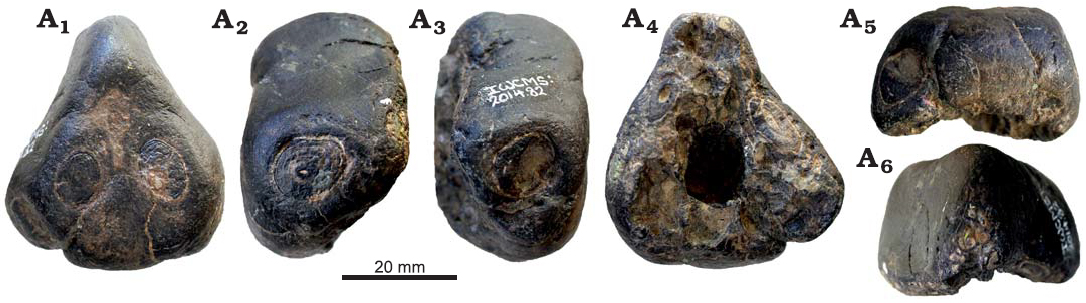
Голотип U. rodriguesae, IWCMS 2014.82

2015-го було повідомлено про знахідку решток Coloborhynchus sp. в баремській формації Вессекс на території острова Вайт. 2020-го цей зразок, IWCMS 2014.82, було віднесено до Uktenadactylus як Uktenadactylus rodriguesae. Новий вид відрізняється від U. wadleighi сильно впалими антеродорсальними краями дельтовидної грані, неглибоким і круглим (із практично однаковими висотою й шириною) заглибленням над передньою парою зубів, гладкою піднебінною випуклістю й відчутною латералізацією альвеол другої пари.